# Убийство Зии Буниятова
Убийство Зии Буниятова — политическое убийство, жертвой которого стал азербайджанский учёный-востоковед, вице-президент АН Азербайджана, Герой Советского Союза, академик Зия Буниятов.
По версии следствия, убийство академика было организовано членами радикальной исламистской группировки «Вилаяти Аль-Факих Хезболлах» (бакинского филиала «Хезболлы»), объявившей учёного членом израильской спецслужбы «Моссад» из-за ряда статей и выступлений Буниятова. Убийство Буниятова произошло вечером 21 февраля 1997 года в Баку, в подъезде дома, в котором проживал учёный. Убийцы нанесли академику пять ножевых ранений и два выстрела из пистолета в упор, после чего скрылись с места преступления.
В начале 2001 года непосредственные исполнители преступления Низами Нагиев (один из убийц) и Махир Зейналов (водитель) были приговорены к пожизненному заключению. Ещё пятеро членов группировки были приговорены к различным срокам лишения свободы, а второй убийца Галиб Бабаев был убит при попытке пересечения азербайджано-иранской границы ещё в марте 1997 года. Лидер же группировки Тариель Рамазанов и несколько её членов так и не были пойманы. Они сумели покинуть Азербайджан и были объявлены в розыск.
Загадочное убийство Буниятова потрясло всю страну. Выступавший на церемонии прощания с учёным президент Азербайджана Гейдар Алиев назвал убийство Буниятова террором, направленным против народа, против государственности, против независимости и против руководства Азербайджана. Местные СМИ же стали критиковать спецслужбы республики за недостаточную бдительность.

## Предпосылки

### Исследования Зии Буниятова по исламу
В период перестройки с середины 1980-х годов в азербайджанском обществе стал постепенно возрастать интерес к исламу. После событий Чёрного января стало ясно, что Коран стал новым символом азербайджанской идентичности и протеста против советской власти. Как утверждали тюрколог и историк Алтай Гёюшов и бывший коллега Буниятова Нариман Гасымоглу, Зия Буниятов начал верить, что ислам должен быть самым важным компонентом новой идентичности и национального самосознания. По словам Гёюшева, противодействие Буниятова историкам с «тюркофильским» уклоном было главным фактором, подтолкнувшим его к исламу как к новой теме исследований.

Зия Буниятов в своём кабинете

Известность Буниятова как исламоведа тесно связана с переводом Корана на азербайджанский язык, который он осуществил совместно с востоковедом Васимом Мамедалиевым. Этот перевод Корана был издан в 1991 году с предисловием Мамедалиева и комментариями Буниятова. В том же году это издание было удостоено премии имени Тагиева. По словам Зардушта Ализаде и Арифа Юнусова, с начала 1980-х годов, вероятно под вдохновением иранской революцией, стали появляться новые переводы Корана на азербайджанский язык. В частности, два арабиста и исламоведа Тариель Гасанов и Нариман Гасымоглу сделали переводы Корана ещё в конце 1980-х годов, а с начала 1988 года Гасымоглу публиковал фрагменты Корана. По словам Гасымоглу, его перевод сохранил больше поэтического характера Корана, чем версия Буниятова и Мамедалиева. Однако Зия Буниятов был самым известным учёным-героем и считался нравственным лицом страны, в связи с чем его перевод до сих пор пользуется наибольшей популярностью.
Буниятов продолжил свои исследования по исламу другой работой. Это был энциклопедический словарь на азербайджанском языке «Религии, секты, религиозные движения», написанный Буниятовым между 1993 и 1995 годами и посмертно опубликованный в 1997 году. В предисловии Буниятов объясняет свои мотивы следующим образом:
Эта энциклопедия является для меня моральным долгом перед людьми. До сих пор наш народ получал свои знания о религии и религиозных деятелях только через атеистический подход и через призму марксизма-ленинизма. Все книги, статьи и брошюры, написанные в советское время, полностью подчинены этой перспективе. И это делает всё написанное в те времена весьма субъективным. Другими словами, вся информация о религии была лживой и мешала людям узнать правду.
Наиболее существенной особенностью энциклопедии является то, что внимание Буниятова сосредоточено не только на исламе, но и на религиях в целом. Мотивом же для написания энциклопедии, по мнению Сары Кромбах, могла быть первая попытка интегрировать постсоветский Азербайджан не в исламский мир, а в более широкий контекст. Для молодой страны, столкнувшейся с проблемами постколониализма, это, как отмечает Кромбах, могло быть необходимым шагом, чтобы переосмыслить себя как частью Востока, так и частью и Европы.

### Появление в Азербайджане идей «Хезболлы»
Вскоре после восстановления Азербайджаном независимости Иран начал активно способствовать распространению в Азербайджане идей исламской революции и государственности. Основной целью для влияния служили лагеря беженцев. Представители азербайджанской молодёжи вербовались для обучения в религиозных школах и лагерях «Хезболлы» в Иране. Вернувшись в Азербайджан, они распространяли политические идеи «Хезболлы».

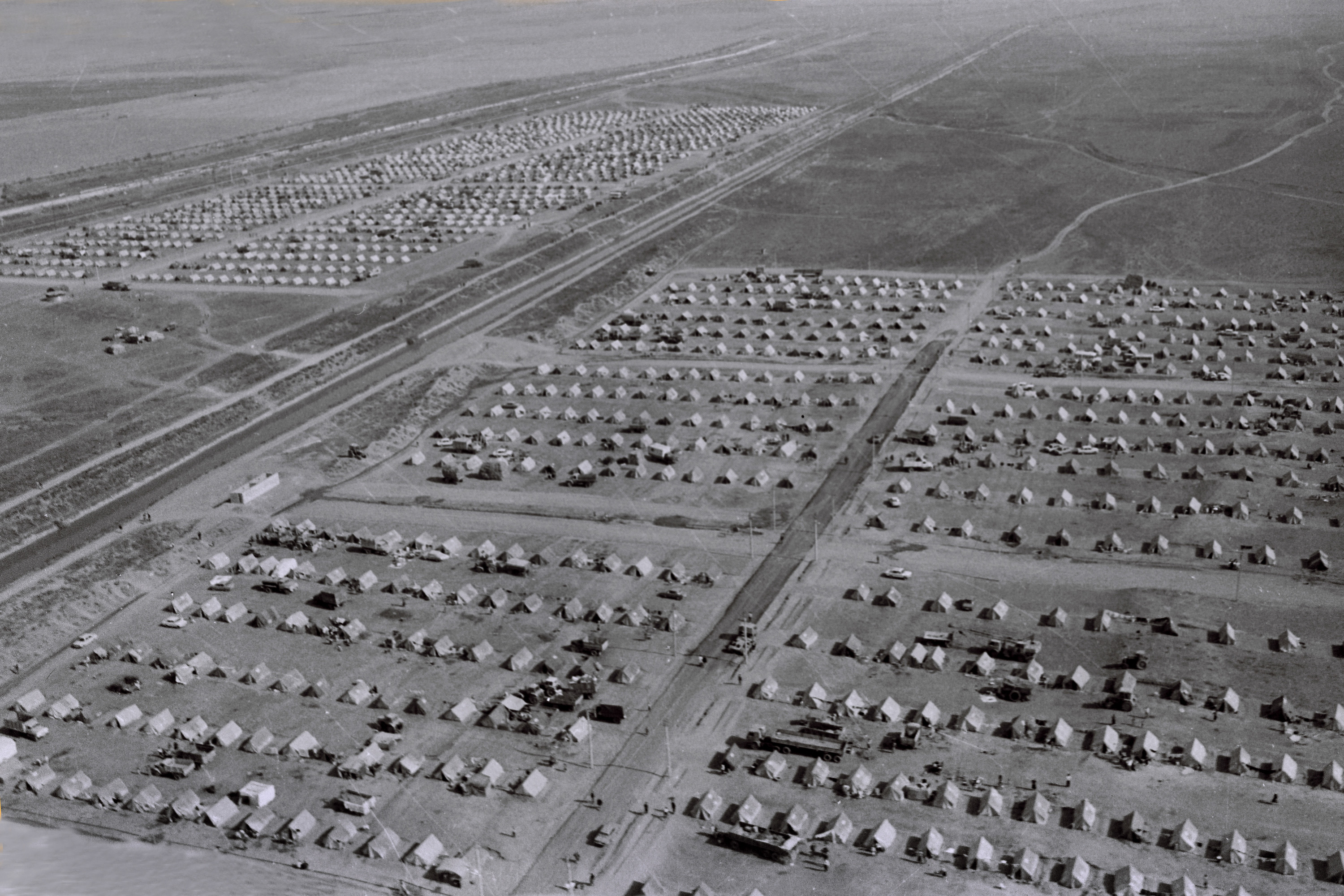
Палаточный лагерь беженцев на территории граничащего с Ираном Бейлаганского района

Так, к концу 1993 года в период Первой карабахской войны на юге страны, вдоль границы с Ираном, а также в центре республики скопилась значительная часть беженцев. Их появление в столице республики могло иметь непредсказуемые последствия, в связи с чем в августе 1993 года по указанию президента республики Гейдара Алиева перекрыли все дороги, ведущие в Баку и другие крупные города страны. Но власти понимали, что этого будет недостаточно и вскоре обратились за поддержкой к Ирану. В 1993—1994 гг. иранские власти обустроили на юге страны 7 лагерей для беженцев. Здесь разместились до 100 тысяч человек. Это были первые палаточные лагеря беженцев в Азербайджане. Очень скоро из этих лагерей стали поступать сообщения о том, иранская сторона использует их для пропаганды шиитской догматики среди беженцев. Впоследствии стало известно, что Иран одновременно стал создавать в Азербайджане откровенно радикальные и воинственно настроенные исламские организации, наибольшую активность и известность среди которых позже приобрела религиозно-политическая структура «Хезболла». Основатели «Хезболлы» опирались на концепцию «велаят-и фагих» или «хокумат-и ислами» («исламское правление»), разработанную аятоллой Хомейни. Данная концепция заключалась в том, что в отсутствие имама, то есть законного руководителя уммы, лидерство возлагается на богословов, которым передоверяется правильное толкование Корана.
В 1993 году иранские пропагандисты концепции «велаят-и фагих» привлекли в свои ряды в Баку молодых азербайджанцев и создали местную организацию «Хезболла», называвщуюся «Вилаяти Аль-Факих Хезболлах». По данным следствия, бакинское отделение «Хезболлы» было создано некими лицами по имени Мухаммед и Насрулла, представлявшимися как граждане Ирана. Руководителем организации вплоть до 2000 года был Тариель Рамазанов. Эта была группа в несколько десятков человек. Впоследствии было создано небольшое отделение «Хезболлы» и на юге страны, в городе  Ленкорань.

## Подготовка к убийству
Как следует из обвинительного приговора, Низами Нагиев, Махир Зейналов, Галиб Бабаев и Джаваншир Асланов по указанию Тариэля Рамазанова незаконно пересекли границу в Иран на территории Джалильабадского района. Недалеко от города Тегеран они в течение трёх месяцев проходили подготовку по рукопашному бою, уличным боям и боям в сельской местности, а также подготовку по скрытому наблюдению.

Низами Нагиев, один из нападавших на Зию Буниятова

По словам Низами Нагиева, с Тариэлем Рамазановым он познакомился будучи в армии, ещё в 1983 году. После армии они часто виделись. Рамазанов работал в одном из институтов Академии наук Азербайджана, где его отец, Рамиз Рамазанов, был кандидатом физико-мамематических наук. Вскоре, по приглашению Рамазанова Нагиев в 1992 стал совершать намаз и посещать мечеть Мухаммеда в Ичери-шехере, которая тогда была отремонтирована на средства Рамазанова. В мечети Тариэль Рамазанов, по словам Нагиева, считался лидером среди прихожан, все старались прислушиваться к нему и выполнять его поручения. Здесь Нагиев познакомился с Джаванширом Аслановым. Летом же 1992 года Рамазанов предложил Нагиеву отправиться на учения в Иран.
После возвращения из Ирана, Тариэль Рамазанов передал Низами Нагиеву 32 тысячи долларов. На эти деньги Нагиев купил дом под номером 85/259 «а» по улице Джалила Мамедгулузаде в городе Баку. Позже он выкопал в подвале этого дома колодец для хранения оружия, которое должно было быть передано другим членам группировки. В марте 1996 года по указанию Тариэля Рамазанова Нагиев вместе с Джаванширом Аслановым разместил в этом доме 2 автомата, 1 пулемёт, 5 пистолетов разных марок, 3 глушителя, 1 ручную гранату, а также патроны разного калибра. Эти боеприпасы были спрятаны Тариелем Рамазановым, Махиром Зейналовым, Галибом Бабаевым и Маарифом Алиевым в колодце, вырытом в подвале дома.
Согласно обвинительному приговору, члены группировки «Вилаяти Аль-Факих Хезболлах» в январе 1997 года провели в Баку собрание. На собрании приняли участие Низами Нагиев, Джаваншир Асланов, Махир Зейналов, Галиб Бабаев, Тариэль Рамазанов, а также гражданин Ирана по имени Насрулла. Было принято решение прекратить служебную и политическую деятельность академика Зии Буниятова. На собрании было отмечено, что иранскими попечителями была вынесена «фетва» на смерть академика. Сообщалось, что Зия Буниятов якобы допустил грубые ошибки в переводе источников по исламской истории. Был составлен план совершения убийства, а участники разделили между собой роли. По данным Министерства национальной безопасности Азербайджана, лидеры «Хезболлы» обвинили Бунятова в том, что он является агентом израильского «Моссада» и распространяет в Азербайджане сионизм.
За академиком следили две группы убийц. В конце января — начале февраля 1997 года Низами Нагиев, Джаваншир Асланов и Тариэль Рамазанов обследовали территорию, на которой расположен дом Зии Буниятова, входы и выходы. Махир Зейналов и Галиб Бабаев с помощью других лиц тайно наблюдали за Зией Буниятовым и его служебной машиной и составили схему его передвижения.

## Убийство
21 февраля 1997 года около 16 часов по местному времени убийцы разделились на две группы. Тариэль Рамазанов и Джаваншир Асланов, вооружённые пистолетами-пулемётами «Узи» и находившиеся на машине ВАЗ-2109 с государственными номерами АЗ-10-ДФ-581 у дома академика, сообщили второй группе по мобильному телефону время возвращения Зии Буниятова домой. Низами Нагиев был вооружён финским ножом, а Галиб Бабаев — пистолетом Макарова с глушителем. Вместе с Махиром Зейналовым они ждали следующего звонка в машине ВАЗ-2106 возле дома, где проживал Зия Буниятов.
Около 18 часов вечера Тариэль Рамазанов сообщил Махиру Зейналову о прибытии Зии Буниятова. Зейналов остался в машине, чтобы сообщить о посторонних, Галиб Бабаев занял позицию в углу здания, а Низами Нагиев занял позицию напротив входа в 3-й подъезд. Дождавшись знака от Галиба Бабаева о том, что Буниятов пошёл к себе на квартиру один, Низами Нагиев вошёл в 3-й подъезд здания. Обычно, до квартиры Буниятова провожал его личный водитель. В планы убийц входило и его устранение. Однако, Буниятов отпустил водителя и пошёл домой один.
На лестничной площадке между 1-м и 2-м этажами Нагиев подошёл к Буниятову сзади и ударил его в общей сложности 5 раз подряд по тыльно-наружной поверхности левой руки и в область живота, под правыми и левыми рёбрами. В это же время на место происшествия подоспел Галиб Бабаев. Академик был ещё жив. Бабаев выстрелил из пистолета с глушителем упавшему Зие Буниятову в область правой щеки и в шею. Зия Буниятов скончался на месте, а убийцы академика никем не замеченные скрылись на автомобиле Зейналова с места преступления.